# Ardisia maxonii
Espèce
Synonymes
- Icacorea maxonii (Standl.) Lundell[1]
- Icacorea rimiformis (Lundell) Lundell[1]
- Icacorea woodsonii (Lundell) Lundell[1]

Statut de conservation UICN

 NT  : Quasi menacé
Ardisia maxonii est une espèce de plantes à fleurs de la famille des Primulaceae, originaire d'Amérique centrale.

## Classification
Cette espèce a été décrite en 1927 par le botaniste Paul Carpenter Standley (1884-1963). L'épithète spécifique maxonii signifie « de Maxon », en hommage au botaniste William Ralph Maxon (en) qui a récolté les spécimens types en 1911 au Panama.
En classification phylogénétique APG III (2009), l'espèce fait partie de la famille des Primulaceae. En classification classique de Cronquist (1981) et en classification phylogénétique APG II (2003), le genre Ardisia était assigné à la famille des Myrsinaceae.

## Répartition géographique
Cette espèce est originaire du Costa Rica et du Panama.